# Zásmuky
Zásmuky é uma cidade checa localizada na região da Boêmia Central, distrito de Kolín.